# Freedom Neruda
Freedom Neruda, cujo nome verdadeiro é Tiéti Roch d’Assomption (Duékoué, 15 de agosto de 1956) é um jornalista e diplomata marfinense. Em 1996, foi preso por difamação sediciosa após escrever um artigo satírico sobre o presidente marfinense Henri Konan Bédié. No ano seguinte, foi distinguido com o Prémio Internacional da Liberdade de Imprensa do Comité para a Proteção dos Jornalistas e, em 2000, foi nomeado um dos 50 Heróis Mundiais da Liberdade de Imprensa dos últimos 50 anos pelo Instituto Internacional de Imprensa.

## Biografia
Nascido em Duékoué, Costa do Marfim,Tiéti Roch d’Assomption é ex-aluno da Universidade de Abidjan, hoje denominada Universidade Félix Houphouët-Boigny. Depois de se formar trabalhou como professor de matemática no ensino médio até 1988, quando se tornou editor do diário marfinense Ivoir' Soir. Em 1990 trabalhou como jornalista de investigação sob o nome "Freedom Neruda". Este pseudónimo é uma homenagem ao poeta chileno Pablo Neruda, cuja obra o inspirou.
Após uma tentativa frustrada de criar o seu próprio jornal independente, La Chronique du Soir, Neruda concordou em assumir o recém-fundado La Voie em 1991. Com Neruda como editor-chefe, La Voie rapidamente se tornou o jornal independente mais vendido na Costa do Marfim. O jornal publica regularmente cobertura crítica do governo do presidente Bédié, o que levou a várias audiências judiciais por difamação e sentenças de prisão para pelo menos seis membros da equipa editorial. Em 1995, os escritórios do jornal foram incendiados, mas ninguém ficou ferido..  
Foi nomeado embaixador da Costa do Marfim no Irão em 2001. Em 19 de maio de 2009, Tiéti Roch d'Assomption foi nomeado o novo decano do grupo de embaixadores africanos no Irão. Serviu como embaixador até 2011.

## Processo
Em 18 de dezembro de 1995, o "La Voie" publicou um artigo sobre a derrota do ASEC Mimosas contra o sul-africano Orlando Pirates na final da Liga dos Campeões da CAF. Um parêntesis do jornalista Emmanuel Koré, intitulado "Ele amaldiçoa a ASEC", sugeriu jocosamente que o azar da presença do presidente Bédié foi a causa da derrota da equipa; O artigo também utilizou slogans da campanha de reeleição de Bédié do ano anterior, nos quais ele prometeu trazer "boa sorte" à nação. Embora a "caixa" tenha sido uma das críticas menos sérias ao governo Bédié a aparecer em La Voie, nomeando explicitamente o presidente, ela representou um desafio direto a uma lei de 1991 que permitia ao estado processar "pessoas que insultam funcionários públicos ou autoridades governamentais" por difamação criminal.
Koré e o diretor de publicação de La Voie, Abou Drahamane Sangar, foram presos logo após a publicação do artigo. Um mandado de prisão também foi emitido para Neruda, que escapou da prisão durantevários dias para cuidar do seu filho de dez anos. Em 2 de janeiro de 1996, Neruda entregou-se numa esquadra de polícia e também foi preso. Em 11 de janeiro, Neruda, Kore e Sangar foram considerados culpados de "crimes contra o chefe de Estado" e sentenciados a dois anos de prisão cada. Além disso, o jornal "La Voie" foi multado em três milhões de francos CFA da África Ocidental, aproximadamente 6.000 dólares americanos, e proibido de publicar por três meses; O jornal evitou a proibição publicando sob o nome "'Alternative" (A Alternativa) durante a sentença, retornando ao nome original quando a proibição expirou.
Durante o tempo de prisão, Neruda continuou a escrever artigos de jornal a partir do cárcere, contrabandeando-os e publicando-os em "L'Alternative sob o pseudónimo aparentemente feminino "Bintou Diawara". Os seus temas incluíram um escândalo financeiro e as sentenças mais brandas dadas a prisioneiros libaneses ricos. Quando os três jornalistas apelaram das suas condenações ao Supremo Tribunal em agosto, o presidente Bédié apareceu na televisão para oferecer-lhes perdão se retirassem o recurso. Sentindo que isso seria uma admissão tácita de culpa, os jornalistas recusaram a oferta. O Supremo Tribunal rejeitou o recurso em novembro, mas os três foram libertados em 1 de janeiro de 1997, tendo cumprido apenas metade das suas sentenças.

## Reconhecimento internacional
Em novembro de 1997, 10 meses após a sua libertação, Neruda recebeu o Prémio Internacional da Liberdade de Imprensa do Comité para a Proteção dos Jornalistas como "um reconhecimento anual ao jornalismo corajoso". Em 2000, o Instituto Internacional de Imprensa selecionou este jornalista como um dos "50 Heróis Mundiais da Liberdade de Imprensa" dos últimos 50 anos, citando seu "compromisso inabalável com os princípios da liberdade de expressão, apesar dos esforços persistentes do presidente Henri Konan Bédié para silenciar a cobertura crítica do governo pelo jornal 'La Voie'".